# Nicola de Grecis
Nicola de Grecis (1773 - 1827?) fou un baix bufo italià actiu sobretot a La Scala de Milà del 1805 al 1824. També va cantar a Venècia, on al Teatro Nuevo va crear el paper de Sloock per a La cambiale di matrimonio de Rossini. Pel mateix compositor també estrenaria La scala di seta i Il signor Bruschino.